# Debra Magpie Earling
Debra Cecille Magpie Earling (Spokane (Washington), 3 d'agost de 1957) és una novel·lista i autora de narracions curtes ameríndia dels Estats Units. És l'autora de Perma Red i The Lost Journals of Sacajewea, que fou estrenada al Museu d'Art de Missoula a finals de 2011. El seu treball també apareix a Ploughshares i el Northeast Indian Quarterly.

## Vida
És membre de la nació Bitterroot Salish.
És graduada en la Universitat de Washington, i té un màster en anglès i en escriptura de ficció per la Universitat Cornell.
Earling és actualment membre facultativa del Departament d'Anglès de la Universitat de Montana a Missoula.

## Premis
- 2007 Beca Guggenheim[8]
- 2003 American Book Award
- 2006 NEA grant[9]

## Obres
- Perma Red.  BlueHen Books, 2002. ISBN 978-0-399-14899-6.
- The Lost Journals of Sacajewea.  Editions Koch, 2010.

### Antologies
- The Last Best Place: A Montana Anthology.  University of Washington Press, 1991. ISBN 978-0-295-96974-9.
- Talking Leaves: Contemporary Native American Short Stories.  Delta, 1991. ISBN 978-0-385-31272-1.
- Circle of Women: Anthology of Western Women Writers.  University of Oklahoma Press, 2001. ISBN 978-0-8061-3367-6.
- Sue Thomas. Wild women: contemporary short stories by women celebrating women.  Overlook Press, 1994. ISBN 978-0-87951-514-0.
- «Bad Ways». A: Caroline Patterson. Montana Women Writers: A Geography of the Heart.  Farcountry Press, 2006. ISBN 978-1-56037-405-3.
- «Real Indians». A: The Best of Montana's Short Fiction.  Globe Pequot, 2004. ISBN 978-1-59228-269-2.[Enllaç no actiu]
- «What We See». A: Alvin M. Josephy. Lewis and Clark Through Indian Eyes.  Random House, Inc., 2007. ISBN 978-1-4000-7749-6.

## Revistes
La novel·la debutant de Debra Magpie Earling, Perma Red és una mena de miracle. La professora d'escriptura creativa de la Universitat de Montana va començar a escriure el 1984 i, amb els anys, l'ha reescrit almenys nou vegades, retallada d'una longitud èpica de 800 pàgines a un compacte de 288, cremada a cendres en un incendi a casa seva, i rebutjada per editorials que aprecien el relat però que pensen que el final original és massa fosc i brutal. Malgrat tot, Earling va perseverar i la novel·la es presenta com un testimoni de la seva fe i paciència.